# Bannerlauf
Mit dem Bannerlauf begann in Bremen ein historischer Aufstand von 1365 bis 1366, als Bürger der Unterschicht und Handwerker gegen den Bremer Rat und die Oberschicht protestierten. Die Aufständler liefen 1365 mit einem Bremer Banner. So ging die Aktion als Bannerlauf in die Geschichte ein, eine Bezeichnung, die seitdem auch für einen Aufstand stand (s. Deutsches Rechtswörterbuch).

## Geschichte

### Vorgeschichte
Seit 1217 standen sich die Stadt Bremen und das Erzbistum Bremen nach einer Übereinkunft mit Erzbischof Gerhard I. erstmals gleichberechtigt gegenüber. Die Kodifizierung des Bremer Stadtrechts gemäß dem vorher bestehenden Gewohnheitsrecht erfolgte von 1303 bis 1308. Seit 1330 musste ein ratsfähiger Mann demnach frei und ehelich geboren sein, mindestens 24 Jahre alt sein und Grundstücke im Wert von 32 Mark Silber besitzen.
Bereits 1349 soll es einen Bannerlauf unzufriedener Bürger in Bremen gegeben haben. Um 1365 hatte die Freie Hansestadt Bremen rund 15.000 Einwohner. Nur die wenigsten davon hatten das Bürgerrecht. Eine kleine, vermögende, aber labile Oberschicht von etwa 30 Familien beherrschte die wirtschaftlichen Grundlagen der Stadt. Sie stellten das amtierende „Ratsdrittel“. Das Ratsherrenamt behielten sie lebenslang. Die von ihnen festgelegten Bedingungen für die Wahl in den Rat (Ratsfähigkeit) von 1330 hatten zur Folge, dass Handwerker und weniger Vermögende von der Ratsfähigkeit ausgeschlossen wurden. Zunftmeister mussten ihr Handwerk aufgeben, solange sie im Rat saßen.
Auch die anderen beiden, nicht amtierenden „Ratsdrittel“, die Wittheit und die Meenheit, waren nur gut situierte Bürger:
- Die Meenheit aus den vier Kirchspielen war die Gemeinschaft der Bürger, die universitas civitatis Bremensis, die möglicherweise vor Änderung des Wahlrechts den Bürgermeister gewählt hatten. Hier waren u. a. die Handwerksmeister, kleine Kaufleute, Schiffer, Fischer, Fuhrleute vertreten. Die Meenheit war um 1350 oft der oppositionelle Gegenspieler des amtierenden Ratsdrittels.
- Die Wittheit wurde um diese Zeit von 36 auf 114 Männer vergrößert.

Jedes Ratsdrittel stellte 36 Ratsherren. Beim Tod eines Ratsherrn ohne Erben erfolgte jedoch keine Zuwahl, so dass 1354 der Rat sehr verkleinert war.
Die Pest von 1350 sowie die Kosten für den Krieg und für die Gefangenenauslösungen aus der Hoyaer Fehde von 1351 bis 1359 erhöhten die Finanznot der Stadt. Die Kosten für den Krieg und die Auslösungen von 150 Gefangenen (darunter 16 Ratsherren) führten zu einer Pleite von Bremen. Hohe Vermögenssteuern (Schoss) waren danach erforderlich. Obwohl die Steuern nur von den Vermögenden entrichteten werden sollten, verschärften sich die sozialen Spannungen. Ein Grund dafür war auch die Rückerstattung der ausgelegten Lösegelder. Die reicheren Gefangenen konnten sich sehr bald durch ihr eigenes Vermögen auslösen.

### Der Bannerlauf
Bürgermeister waren zu der Zeit unter anderem Heinrich Doneldey und Albert Doneldey.
Es bildete sich eine Gruppe der einfachen Leute als Granden Kumpanie (auch Grande Cumpanien, ein Begriff, der in Deutschland oder Italien damals nicht unüblich war und der in diesem Fall möglicherweise erst nachträglich geprägt wurde), die unter der Führung von Remmer und Wildehoens standen. In Versammlungen in den Kirchen kamen die Forderungen auf nach Wahlen zu einem neuen Rat, für die Wiedereinführung sinen olden rechte mit der Mitbestimmung der vier Kirchspiele sowie nach der Stärkung der Rechte der einfachen Handwerker.
Anfang September 1365 sammelten sich „vele mener lude“ ohne Erlaubnis des Rates. Die 16 bekannten Anführer wie Hinrick Kemmer, Hinrick Wilde (beide Pelzer) und Johan Hon (Brauer) ergriffen ein Schiffsbanner mit dem Bremer Wappen. So protestierten die Anführer und einige einfache Leute, zumeist aus dem Ratsdrittel der Meenheit, mit Waffen gegen den Schoss und die ungerechte Verteilung der erforderlichen hohen Geldzahlungen. Weitere Gründe für den Protest blieben im Unklaren. Sie drangen in einige Häuser von Ratsherren ein, misshandelten einige Familienangehörige und beschimpften die Ratsherren als „Verräter und Hurensöhne“. Auch die Häuser des Bürgermeisters Albert Doneldey und des Ratsherrn Johann von Reken wurden gestürmt. Sie nahmen aber keine Gefangenen.
Im Gegenzug sammelte der Rat die Adeligen aus dem Stift und vele guder lude auch van buten, legten Rüstungen an, schlossen die Tore der Stadt, läuteten die Sturmglocken und schlugen den Aufstand nieder. Ein Teil der Aufständischen wurde ergriffen und vom Vogt zum Tode verurteilt. Am Abend wurden 18 (oder 16) führende Teilnehmer enthauptet, ihr Vermögen eingezogen und ihre Familien aus der Stadt verbannt. Die meisten (oder viele) der Aufständischen konnten jedoch entkommen. Einigen der Geflohenen wurde ihr Vermögen entzogen, und sie wurden mit ihren Familien verbannt. Das eingezogene Vermögen der Verurteilten und Geflohenen wurde dann für die Lösegelder der Gefangenen verwendet.
Das amtierende Ratsdrittel beschloss im Dezember 1365 mit Zustimmung der Wittheit, dass jeder Neubürger nunmehr einen Bremer Bürgereid auf den Rat der Stadt leisten musste, mit den einleitenden Worten: „Ich will dem Rat gehorsam sein und niemals gegen den Rat tun, auch in allen Nöten und Gefahren,...“ Dieser Eid galt bis 1904. Der Rat hatte die Zügel wieder fest in der Hand.

### Nachwirkungen
Im Januar 1366 mussten vier Ratsherren aus der Mittelschicht den Rat der Stadt verlassen. Sie und die ausgewichenen Teilnehmer des Bannerlaufs nahmen Verbindung zum Bremer Erzbischof Albert II. auf. Diese Gruppe und die Kriegsknechte des Erzbischofs sowie Verbündete innerhalb der Stadt konnten am 29. Mai 1366 in die Stadt eindringen, wobei sie zum Teil mit Eken (kleinen Binnenschiffen) die Bremer Stadtmauer umgingen. Der Erzbischof hatte damit den noch gültigen Landfrieden von 1363 aus der Hoyaer Fehde gebrochen. Die Kriegsknechte verbrannten den noch hölzernen Roland auf dem Marktplatz. Einige vermögende Bürger wurden gefangen und eingesperrt, es soll einige Tote gegeben haben. Ein neuer Rat mit mehr als hundert Mitgliedern wurde ute der meinheit unde den ammeten (aus den Zünften) gewählt. Wer zur Meenheit damals aber genau gehörte, ist unklar geblieben. Der „kopman“ fehlte jedoch bei der Benennung, sie könnten durch die ammeten bei der Wahl berücksichtigt worden sein. Das Bündnis der Meenheit mit dem Bischof führte dazu, dass die einfacheren Handwerker im Rat angemessen vertreten waren, aber nur für den Preis einer Unterordnung der Stadt unter den Bischof, also zu Lasten der Reichsfreiheit. Das Domkapitel vom Bremer Dom mischte sich in kommunale Angelegenheiten ein und der Dompropst half den „Verrätern“, wie sie später genannt wurden. Das Ostertor wurde gesichert und das Haus von Johann Hollemann an der Weser befestigt.
Der neue Rat konnte jedoch  nicht den erforderlichen Rückhalt aller Bürger erwerben. Die Zugeständnisse, die der neue Rat dem Bistum gewähren musste, führten zu einem Stimmungsumschwung. Die Aufrührer wurden zudem von der Hanse geächtet. Sie regierten die Stadt nur kurze Zeit.
Einige der gegnerischen, alten Ratsherren und Wittheitsmitglieder konnten nach Delmenhorst fliehen. Sie suchten den Grafen von Oldenburg auf. In einem Beschwerdebrief vom 9. August 1366 führten sie aus, dass der Erzbischof „de vorreders, de uns unde unse stad vorraden hebbet, to radmanne maket hadde“. Am 24. Juni bannte ein Hansetag die „Verräter“. 2000 Oldenburger Mark wurden dem Oldenburger vom alten Rat für seine Hilfe zugesagt und vielleicht auch die Unterstützung der Oldenburger bei der kommenden Fehde gegen die Butjadinger „Bauernrepublik“. Bereits am 27. Juni überrumpelten Knechte des Grafen Konrad II. von Oldenburg die erzbischöfliche Besatzung und eroberten Bremen. Der soziale Aufstand war beendet.
Der Kaufmann und Seeräuber Johann Hollemann, der auf der Seite der Aufständischen stand, lebte in der Langenstraße  Nr. 98/99. Seine Seeräubereien waren der Anlass dazu, dass Bremen 1358 wieder in die Hanse hatte eintreten und die Seeräuber verfolgen müssen. 1366 wurden nach dem sozialen Aufstand Hollemann und einige seiner Knechte erschlagen bzw. vor seinem Haus aufgehängt. Mehrere weitere „Verräter“ wurden gerädert und hingerichtet, so auch der Ratsherr Lüder Nakede. Hinrick Kemmer wurde in Mittelsbüren erschlagen. Verschiedene Anführer entkamen.
Die Oldenburger verließen sehr bald wieder die Stadt. Der zurückgekehrte Rat restaurierte die alten Machtansprüche des amtieren Ratsdrittels, der Oberschichten, die ihre Ämter wieder aufnahmen. Aber der nun mächtige Rat arrangierte sich auch mit den Zünften und bestätigte die Gerichtsbarkeit der Zünfte in eigenen Angelegenheiten. Auch wenn der Erzbischof anfänglich noch gegen den Rat protestierte, so musste er bald im Frieden vom 26. September 1366 vollends kapitulieren, und der Landfrieden von 1363 wurde erneuert. Dompropst und Domherr durften sich nicht mehr gegen den Rat stellen. Auch Burg Stotel und Teile der Vogtei Thedinghausen kamen an die Stadt zurück.

## Würdigung in der Geschichte
- Der mittelalterliche Rat der Stadt sah in den Unruhen einen Verrat, dem hart begegnet werden musste.
- Die lokalpatriotischen Chronisten Gerd Rinesberch und Herbord Schene sahen einen Verrat an der rechtmäßigen Obrigkeit von Bremen.[2]
- Der Chronist Nikolaus Roller schrieb 1799 von „berüchtigten Anführern“ und verurteilte den Aufstand zur Gänze.[3]
- Der Pädagoge und Historiker Adam Storck stellte den Aufstand als „Unfug“ da, gegen den sich „gut gesinnte Bürger“ stellten, und warnte von den „Gefahren der Freiheit“, zu der auch die „hohe Geistlichkeit neigte“. Er urteilt weiter: „Ehrgeizige Menschen, denen die Mittel und der Charakter fehlen, eine dem Gemeinwesen nützliche große Rolle zu spielen, hoffen durch Vernichtung desselben sich zu heben, ...“[4]
- Der liberale Jurist, Präsident der Bremischen Bürgerschaft und bremische Senator Ferdinand Donandt hielt 1830 zwar Verfassungsschwankungen für verständlich, aber kritisierte in diesem Zusammenhang ungezügelte Freiheit, die von ehrgeizigen Demagogen in verhängnisvoller Weise ausgenutzt wurde.
- Der liberale Pastor und Historiker Johann Hermann Duntze sah 1846 das Ereignis als Zusammenstoß von „Aristokratischem und Demokratischem“, aber verurteilte den Aufstand ebenfalls.[5]
- Wilhelm von Bippen, Archivar und ein konservativer, bedeutender Bremer Historiker, sah 1892 in dem Aufstand eine Auseinandersetzung der Zünfte mit dem Rat und der Oberschicht der Kaufleute, bei der es auch um Demokratie ging. Auch er verurteilte den Aufruhr und die Gewalt.[6]